# José Sepúlveda Ruiz-Velasco
José Sepúlveda Ruiz-Velasco (ur. 30 marca 1921 w Atotonilco El Alto, zm. 4 września 2017 w Ayotlán) – meksykański duchowny katolicki, biskup diecezjalny Tuxtla Gutiérrez 1965-1988 i San Juan de los Lagos.

## Życiorys
Święcenia kapłańskie otrzymał 27 marca 1948.
20 maja 1965 papież Paweł VI mianował go biskupem diecezjalnym Tuxtla Gutiérrez. 25 lipca tego samego roku z rąk kardynała José Garibi Rivery przyjął sakrę biskupią. 12 lutego 1988 mianowany ordynariuszem diecezji San Juan de los Lagos. 20 stycznia 1999 ze względu na wiek na ręce papieża Jana Pawła II złożył rezygnację z zajmowanej funkcji.
Zmarł 4 września 2017.